# Morgan Pridy
Morgan Pridy, né le 9 octobre 1990 à Vancouver, est un skieur alpin canadien.  

## Biographie
Ses débuts en compétition FIS ont lieu en 2005. Il prend son premier départ en coupe du monde lors de la descente de Kvitfjell en mars 2012. Elle a marqué ses premiers points durant la saison 2013-2014, et y obtient une 21e place en super combiné comme meilleur résultat Avant une 16e place en super G en décembre 2014.
En février 2014, il a participé à ses premiers Jeux olympiques à Sotchi où il termine dixième du super G, 33e du slalom géant et 20e du super combiné.
Il prend sa retraite sportive en 2016.

## Palmarès

### Jeux olympiques d'hiver
| Épreuve / Édition | Descente | Super G | Slalom géant | Slalom | Super combiné |
| JO 2014 Sotchi    | —        | 10e     | 33e          | —      | 20e           |

Légende :
- — : Il n'a pas participé à cette épreuve

### Championnats du monde
| Édition / Épreuve                 | Descente | Super G | Combiné |
| --------------------------------- | -------- | ------- | ------- |
| Mondiaux 2015 Vail - Beaver Creek | 36e      | 22e     | Abandon |

### Coupe du monde
- Meilleur classement général : 108e en 2014.
- Meilleur résultat : 16e.

#### Différents classements en Coupe du monde
| Année/Classement | Général | Général | Descente | Descente | Slalom géant | Slalom géant | Slalom | Slalom | Super G | Super G | Combiné | Combiné |
| Année/Classement | Class.  | Points  | Class.   | Points   | Class.       | Points       | Class. | Points | Class.  | Points  | Class.  | Points  |
| ---------------- | ------- | ------- | -------- | -------- | ------------ | ------------ | ------ | ------ | ------- | ------- | ------- | ------- |
| 2014             | 108e    | 24      | -        | -        | -            | -            | -      | -      | 37e     | 17      | 33e     | 7       |
| 2015             | 110e    | 29      | -        | -        | -            | -            | -      | -      | 34e     | 29      | -       | -       |

### Championnats du Canada
- 1er en descente en 2014 et 2016.

### Coupe nord-américaine
- Vainqueur du classement du super G et de super combiné en 2013.
- 4 victoires.